# 努梅罗夫环形山

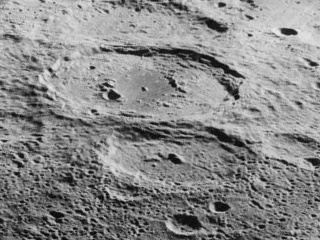
月球轨道器5号拍摄的安东尼亚第环形山（上）和努梅罗夫环形山（下）西向斜视图。

努梅罗夫环形山（Numerov）是位于月球背面南半部一座古老的大撞击坑，约形成于39.2-38.5亿年前的酒海纪，其名称取自前苏联天文学家鲍里斯·瓦西里耶维奇·努梅罗夫（Boris Vasil'evich Numerov，1891年-1941年），1970年被国际天文学联合会批准接受。

## 描述
该陨坑西侧重叠着更大、更年轻的安东尼亚第环形山，北面及东北分别毗邻相对较小的伯尔拉赫环形山和克罗姆林环形山，巨大的环壁平原塞曼环形山和更小的布拉希尔环形山分别位于它的东南和西南，而南面则横亘着德富雷斯特环形山。该陨坑中心月面坐标为70°31′S 162°12′W / 70.52°S 162.2°W，直径105.39公里，深度约2.87公里。
努梅罗夫环形山外观轮廓大体圆状，内、外侧坑壁已受到较大的侵蚀。沿东侧边缘密布着大量细小的撞击坑，东南侧外壁上则附靠了一座已严重磨损的小陨坑，而它的北面几乎与卫星坑“努梅罗夫 Z”相连。该环形山坑壁最大高出周边地形1510米，内部容积约11201立方千米。坑内地表粗糙不平，西半部内壁和坑底遍布安东尼亚第环形山形成时所抛出的喷发物；东北部表面凿刻有一些小凹槽；而坑底中心则矗立了一座双峰丘，在它的南面延伸着数道较短山脊。

## 卫星陨石坑
按惯例，最靠近努梅罗夫环形山的卫星坑将在月图上以字母标注在它的中心点旁边.

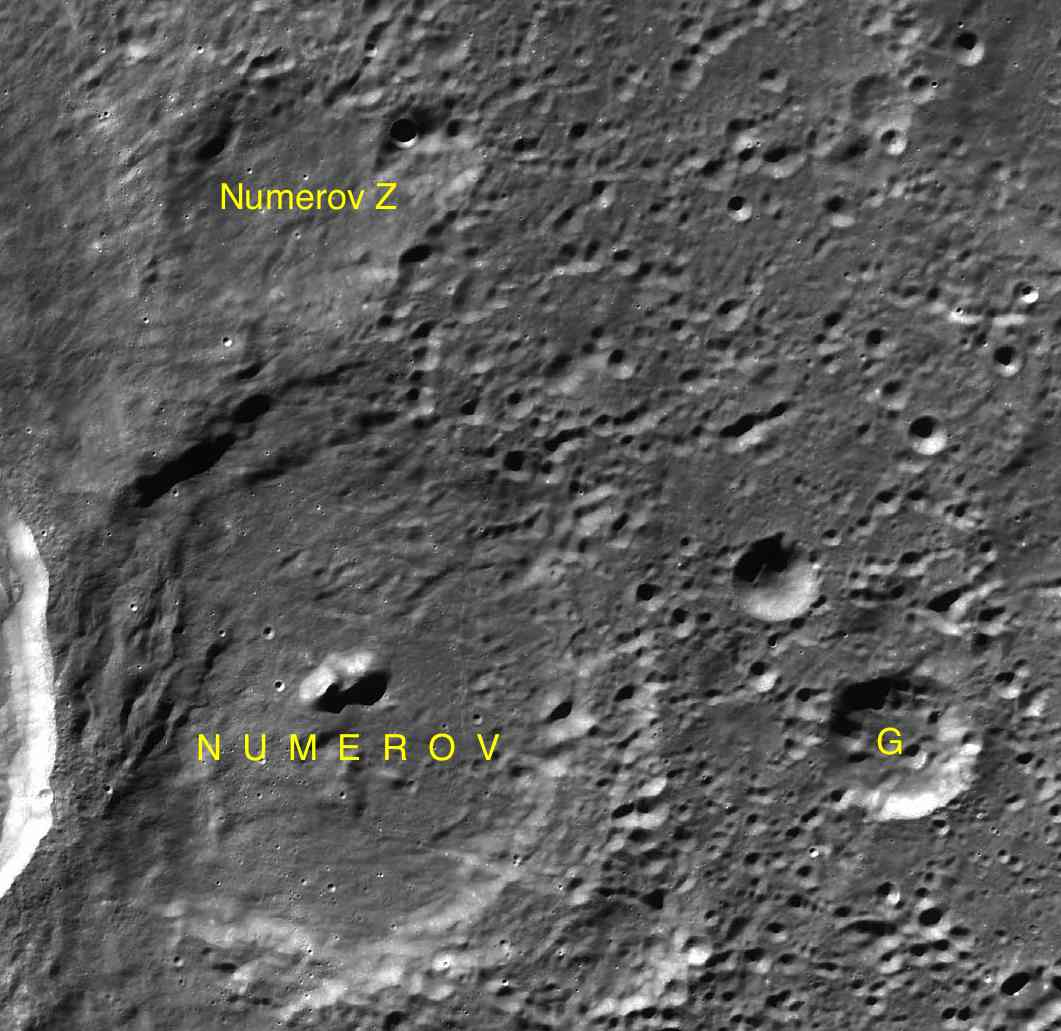
LAC-142 区域图

| 努梅罗夫 | 纬度    | 经度     | 直径    |
| -------- | ------- | -------- | ------- |
| G        | 71.7° S | 151.9° W | 26 公里 |
| Z        | 68.1° S | 160.0° W | 44 公里 |

## 另请参阅
- Andersson, L. E.; Whitaker, E. A. . NASA RP-1097. 1982.
- Blue, Jennifer. . USGS. July 25, 2007  [2007-08-05]. （原始内容存档于2012-04-08）.
- Bussey, B.; Spudis, P. . New York: Cambridge University Press. 2004. ISBN 978-0-521-81528-4.
- Cocks, Elijah E.; Cocks, Josiah C. . Tudor Publishers. 1995. ISBN 978-0-936389-27-1.
- McDowell, Jonathan. . Jonathan's Space Report. July 15, 2007  [2007-10-24]. （原始内容存档于2012-05-26）.
- Menzel, D. H.; Minnaert, M.; Levin, B.; Dollfus, A.; Bell, B. . Space Science Reviews. 1971, 12 (2): 136–186. Bibcode:1971SSRv...12..136M. doi:10.1007/BF00171763.
- Moore, Patrick. . Sterling Publishing Co. 2001. ISBN 978-0-304-35469-6.
- Price, Fred W. . Cambridge University Press. 1988. ISBN 978-0-521-33500-3.
- Rükl, Antonín. . Kalmbach Books. 1990. ISBN 978-0-913135-17-4.
- Webb, Rev. T. W.  6th revised. Dover. 1962. ISBN 978-0-486-20917-3.
- Whitaker, Ewen A. . Cambridge University Press. 1999. ISBN 978-0-521-62248-6.
- Wlasuk, Peter T. . Springer. 2000. ISBN 978-1-85233-193-1.